# 松浦美和
松浦 美和（まつうら みわ、1981年5月21日 - ）は、日本の元AV女優。

## 略歴
- 2001年 - AVデビュー。主にキカタン（企画単体）系の作品に出演したロリ系の女優。
- 2004年 - 引退した模様。

## 作品

### アダルトビデオ
2002年
- 体感ファックif...6 看護婦さんは女子校生編 （10月1日、桃太郎映像出版）

2003年
- いじめOL 2 （4月23日、ビッグモーカル）
- i-shot 04 （6月17日、グローリークエスト）
- ベイビーフェイスをやっつけろ!! 4 （6月28日、KUKI）オムニバス作品
- お尻とアナル製作所 3 （7月5日、ナチュラルハイ）
- HIGH SCHOOL FUCK （7月8日、アイデアポケット）オムニバス作品
- THE COMPLETE#02　（7月18日、GLAY'z）
- 女子校生拉致監禁 VOL.4 松浦美和 （8月8日、ゴーゴーズ）
- ひとり暮らしっ娘2 （8月8日、桃太郎映像出版）他出演:春日ひより
- 女の真相4時間ドキュメント 彼女がやりたい異常SEX! （8月21日、デジタルバンク）オムニバス作品
- 癒しのエロビデオ （9月1日、ワンズファクトリー）
- 素人倶楽部 19 松浦美和 （9月5日、素人倶楽部）
- ももねこてぃ～んず1　（9月16日、ワールドユニティ）
- 初登場 人気AVアイドルあの松浦美和ちゃんが遂に出演!! （9月19日、素人倶楽部）
- 女子校生ノーパン痴漢バス 3 （9月19日、笠倉出版社）オムニバス作品
- 松浦美和 じーっと見つめて癒してあげる－21世紀オナニーアイテム－ （9月23日、ドグマ）
- レズビアンストーリー08 （10月4日、アウダースジャパン）
- Mの吐息 2 （10月15日、スマイリー）
- 僕、専用。2号[MIWA] （10月18日、ゴーゴーズ）
- 16人のプライベートオナニー4時間スペシャル VOL.2 （10月21日、プレステージ）…オムニバス作品
- 凌辱エロメス 2 （10月24日、ワイルドサイド）
- 超オマンコ主義 8 （11月14日、ワイルドサイド）
- くすぐりトランス4 ～死ぬほどくすぐれ！～ （12月1日、ワンズファクトリー）
- みるきぃHiスクール。 126 （12月1日、みるきぃぷりん♪）
- 女の嫉妬が復讐に変わる瞬間 （12月4日、SODクリエイト）
- 女子校生たちを犯しませんか 2 （12月12日、隼エージェンシー）オムニバス作品
- 目撃者 女子校生拉致監禁SP 虚講編 （12月26日、ゴーゴーズ）
- 目撃者 女子校生拉致監禁SP 真実編 （12月26日、ゴーゴーズ）
- 目撃者 女子校生拉致監禁SP Special DVD Box （12月26日、ゴーゴーズ）

2004年
- 喉の奥までチンポをブチ込め! （1月1日、ワンズファクトリー）
- 高級ロリソープ （1月1日、マルクス兄弟）
- 猥褻リップ 2 [濃厚エロテク接吻ライブ] （1月8日、ドリームチケット）オムニバス作品
- アドリブ痴女ツインライブ （1月9日、ワープエンタテインメント）
- ロリロリ監禁III （1月9日、隼エージェンシー）共演:星月まゆら
- 「飼育の部屋」 （1月23日、HRC）…オムニバス作品
- 美人教育実習生がやってきた （1月25日、イマージュ）オムニバス作品
- 新・義母さんもうガマンできない （1月30日、ロイヤルアート）
- ベイビーフェイスをやっつけろ!! DVD edition 2 （1月30日、KUKI）オムニバス作品
- 松浦美和の自主規制ビデオ （2月20日）
- 少女Eighteen Special III （3月12日、隼エージェンシー）オムニバス作品
- 悶絶地獄 絶叫身悶えの刑 （4月1日、ワンズファクトリー）オムニバス作品
- ぼくの妹10人4時間 （5月14日、デジタルバンク）オムニバス作品
- PCSport（ぴーしーすぽると）44　（5月17日、ワールドユニティ）
- 悶絶地獄 強制フェラ窒息寸前の刑 （6月1日、ワンズファクトリー）オムニバス作品
- ブルセラ道・極3 [ki-wa-me.03] （7月9日、タカラ映像）オムニバス作品
- 僕の妹に堕ちろ （7月16日、HRC）オムニバス作品
- オナニー4時間 痴女優コレクション （7月23日、笠倉出版社）オムニバス作品
- 同性愛白書 （9月24日、フェミニスタ）共演:宝生いずみ、華沢レモン
- あぶない放課後 9人のなまハメ女子校生 （10月14日、隼エージェンシー）オムニバス作品
- フェライド おしゃぶりスペシャル （10月29日、笠倉出版社）オムニバス作品
- みるスポ!055 （11月8日、みるきぃぷりん♪）
- コスプレ宅配娘 2 （1月25日、ネクストイレブン）オムニバス作品
- あぶない放課後2 犯された9人の女子校生 （1月15日、隼エージェンシー）オムニバス作品
- 萌える!制服泡娘! （4月15日、オブテイン・フューチャー）オムニバス作品
- 健康診断でしよう （4月29日、デジタルバンク）
- 凌辱エロメス〔スペシャル〕 （5月20日、ワイルドサイド）オムニバス作品
- 中出しパニック Vol.1 （7月10日、NKDS）オムニバス作品
- エロメガネ （9月1日、ワンズファクトリー）オムニバス作品

他多数出演